# チャナク危機

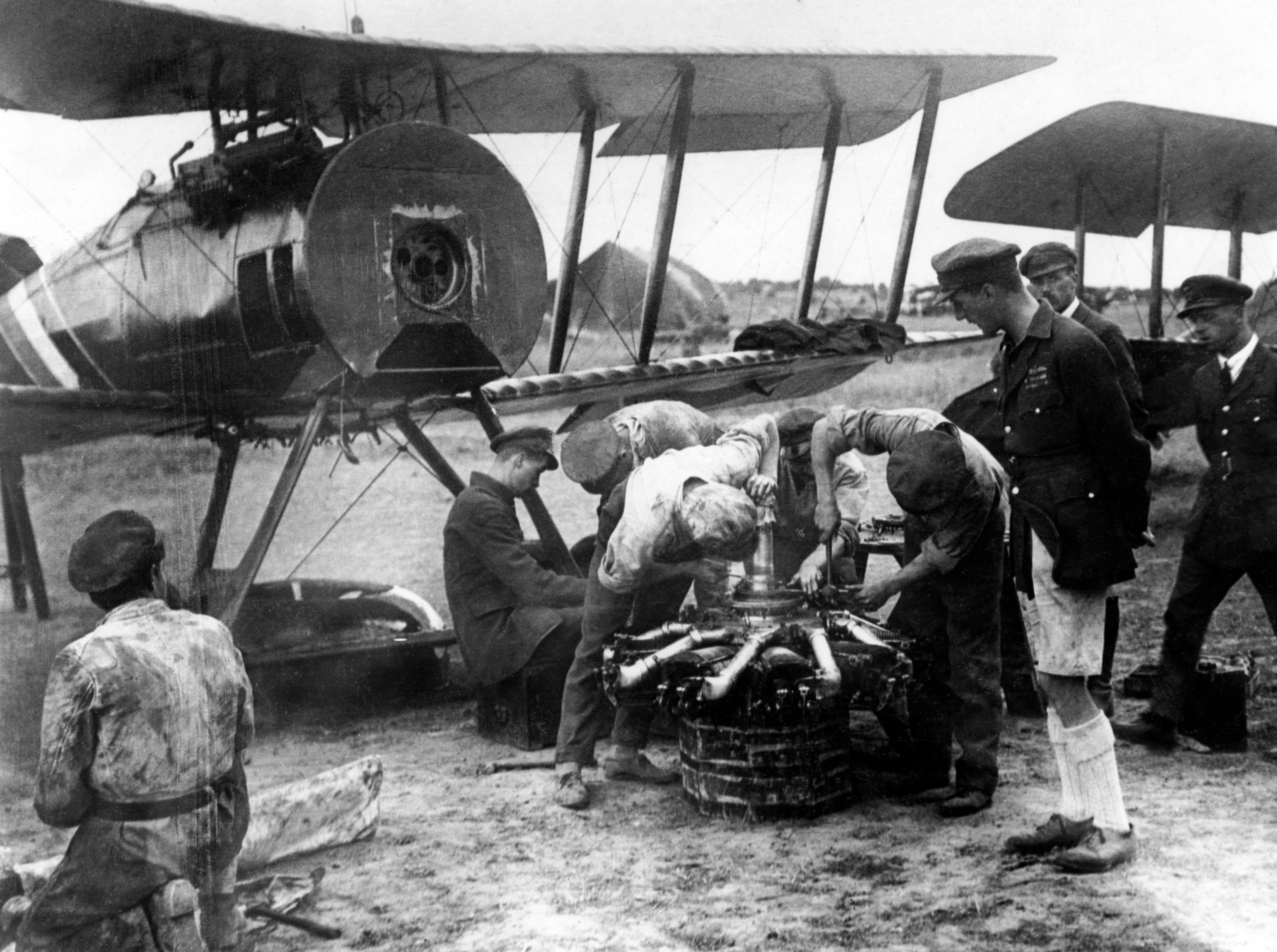
1922年、トルコのガリポリに派遣されていた203飛行隊のイギリス人パイロットたちが、地上要員がニユーポート・ナイトジャー戦闘機のエンジンを整備するのを見守る。

チャナク危機 (チャナクきき、英語: Chanak Crisis、トルコ語: Çanakkale Krizi)は、1922年9月にダーダネルス海峡中立地帯を守備するイギリスとフランスのチャナク駐屯軍がトルコ軍によって脅かされたことに端を発する事件である。この事件に対する不手際がきっかけとなって、イギリスのロイド・ジョージ首相は政権を失った。またこの事件はカナダがイギリスに対して外交的な独立を主張する最初の機会でもあった。チャナクは現地名ではチャナッカレ (Çanakkale) という。

## 事件
1922年9月9日、トルコ軍はギリシャ軍を破り、イズミルを奪還、イスタンブール近くまで軍を進めた（希土戦争）。イギリス政府は9月15日に閣議を開き、イギリス軍は現状の地にとどまることが決定された。その翌日、外務大臣のカーゾン卿不在のまま、一部の閣僚がトルコを威嚇する声明を発表し、セーヴル条約違反を根拠にイギリスと自治領による宣戦布告を示唆した。9月18日、ロンドンにもどってきたカーゾンはこうした声明が親トルコ的なフランスの首相レイモン・ポアンカレを憤慨させるだろうことを指摘し、彼を取りなすためにパリに渡った。しかし、ポアンカレ首相はすでにチャナクのフランス分遣隊の退却を指示し、トルコに対して休戦地帯を尊重するよう説得していた。カーゾンは9月20日にパリに到着し、ポアンカレとの激しいやり取りを交わしたあとで、トルコと休戦交渉を始めることに合意した。
イギリス世論はチャナクでの事件とふたたび戦争が始まる可能性におびえた。ロイド・ジョージ首相が自治領の首相たちに十分に相談しなかったことも問題をこじれさせた。8年前の第一次世界大戦のときと違って、何もしなくても自治領がこの紛争を自国の問題だと考えてくれるわけではなかった。とくにカナダのマッケンジー・キング首相はカナダのとるべき道は議会が決定すると主張した。カナダの下院が本件を議論し始めたときには、もうチャナク危機は過ぎ去っていた。にもかかわらず、キング首相は自分の立場をはっきりと打ち出した。カナダが外交においてはたすべき役割はカナダ議会が決めるものであり、それはイギリス政府と異なることもありうる、と。他の自治領の首相たちも、セルビアやイタリア、ルーマニアなどと同じように、イギリス政府を支持しなかった。
9月23日、イギリスは閣議で東トラキアをトルコに譲ることを決定した。9月28日、トルコのムスタファ・ケマルはチャナクでのいかなる紛争も回避するよう軍隊に命令したこと、また和平交渉に参加し、その場所としてムダンヤを指定することを、イギリス側に伝えた。両者は10月3日にムダンヤに会し、10月11日にムダンヤ休戦協定に合意した。それはイギリス軍による攻撃開始予定の2時間前のことであった。イギリスの後続部隊が到着したことも、トルコの歩み寄りを後押ししたかもしれない。

## 結果
ロイド・ジョージの無鉄砲な振る舞いは、自由党と保守党の連立政権に亀裂を生じさせた。1922年10月19日、カールトン・クラブに集った保守党の議員たちは次の総選挙では独立した党として戦うべきことを決議した。この決定はロイド・ジョージにとって大きな痛手であった。第一次大戦後の1918年から22年の連立政権において保守党の方が多くの議席を有していた。実際、連立を組まなくても、保守党は与党として政権を作れないわけではなかった。ロイド・ジョージはまた、首相によって裏から操られていると感じていたカーゾン外相からの支持も失った。カールトン・クラブでの集会において保守党は185対85の票差で連立の解消を決めた。ロイド・ジョージは首相を辞任し、以後、政党政治の舞台で活躍することはなかった。
イギリスとフランスの軍隊は、ローザンヌ条約の締結をうけて、1923年夏に中立地帯から最終的に撤退した。
他方、カナダのキング首相は、このチャナク危機を教訓に、イギリスの戦争に自治領が自動的に巻き込まれるような帝国のあり方を明確に批判するようになった。キングは1923年10月の帝国会議でこの問題を提起し、イギリス帝国はより分権的なイギリス連邦になっていくべきだ、という結論を得た。